# Бронсвалд
Бронсвалд (пол. Brąswałd, нім. Braunswalde) — село в Польщі, у гміні Дивіти Ольштинського повіту Вармінсько-Мазурського воєводства.
Населення — 393 особи (2011).

## Демографія
Демографічна структура станом на 31 березня 2011 року:
|          | Загалом | Допрацездатний вік | Працездатний вік | Постпрацездатний вік |
| -------- | ------- | ------------------ | ---------------- | -------------------- |
| Чоловіки | 195     | 40                 | 144              | 11                   |
| Жінки    | 198     | 50                 | 117              | 31                   |
| Разом    | 393     | 90                 | 261              | 42                   |